# Pariż
Pariż (ros. Париж) – wieś (ros. село, trb. sieło) w Rosji, w rejonie nagajbackim obwodu czelabińskiego, licząca 1712 mieszkańców (2010).
Miejscowość została założona w 1842/1843, jako osada wojskowa przez kozaków orenburskich, służących jako żołnierze armii rosyjskiej, a jej nazwa nawiązywać miała do stolicy Francji – Paryża który w marcu 1814 został zajęty przez Rosjan.
Nadawanie nowo zakładanym osadom nazw dużych europejskich miast, w walkach o które (głównie podczas wojen napoleońskich) brali udział osiedlani w tym rejonie kozacy orenburscy, było typowe dla okolic południowego Uralu w latach 40. XIX wieku – powstały wówczas także między innymi Berlin, Fierszampienuaz (od fr. Fère-Champenoise), Lejpcig (od niem. Leipzig – Lipsk), czy Warszawka.
Większość osiedlanych w miejscowości kozaków stanowili Nagajbacy – turecki lud pokrewny Baszkirom, ale wyznający prawosławie, służący w carskim wojsku jako osobny pułk; także i dziś stanowią oni większość mieszkańców miejscowości.
W nawiązaniu do nazwy miejscowości, wieża przekaźnikowa telefonii komórkowej, którą w niej postawiono, została wybudowana jako replika (w skali około 1:5) wieży Eiffla; jej uroczystego otwarcia dokonano w dniu 24 czerwca 2005.